# Prowincja dalmacka św. Hieronima Zakonu Braci Mniejszych
Prowincja dalmacka św. Hieronima (chorw. Franjevačka provincija Svetog Jeronima) – jedna z trzech chorwackich prowincji Zakonu Braci Mniejszych z siedzibą prowincjała w Zadarze.
Patronem prowincji jest pochodzący z Dalmacji św. Hieronim ze Strydonu. Prowincja obejmuje swym zasięgiem Istrię i Dalmację. Została założona w średniowieczu. Najstarsza pieczęć prowincjała nosi datę 1393. Do prowincji tej należeli: święty męczennik Mikołaj Tavelić oraz pisarz Sebastijan Slade. W 1925 prowincja założyła misję dla chorwackich emigrantów w Stanach Zjednoczonych w Millvale w stanie Pensylwania. W 1951 otwarto kolejną placówkę duszpasterską w Waszyngtonie.

## Klasztory prowincji
Prowincja św. Hieronima posiada swoje domy zakonne w następujących miejscowościach:
- Badija
- Cavtat
- Crikvenica
- Dubrownik
- Hvar
- Rab
- Punat
- Kotor
- Tkon
- Krapanj
- Lopud
- Nerezine
- Orebić
- Pazin
- Pridvorje
- Pula
- Rijeka
- Rovinj
- Rožat (Mokošica)
- Split
- Trogir
- Zadar (prowincjałat)
- Zadar (Voštarnica)